# Casa al carrer Major, 17 (Bàscara)
La Casa al carrer Major, 17 és una obra de Bàscara (Alt Empordà) inclosa a l'Inventari del Patrimoni Arquitectònic de Catalunya.

## Descripció
Situada dins del nucli antic de la població de Bàscara, al tram inicial del traçat del carrer Major.

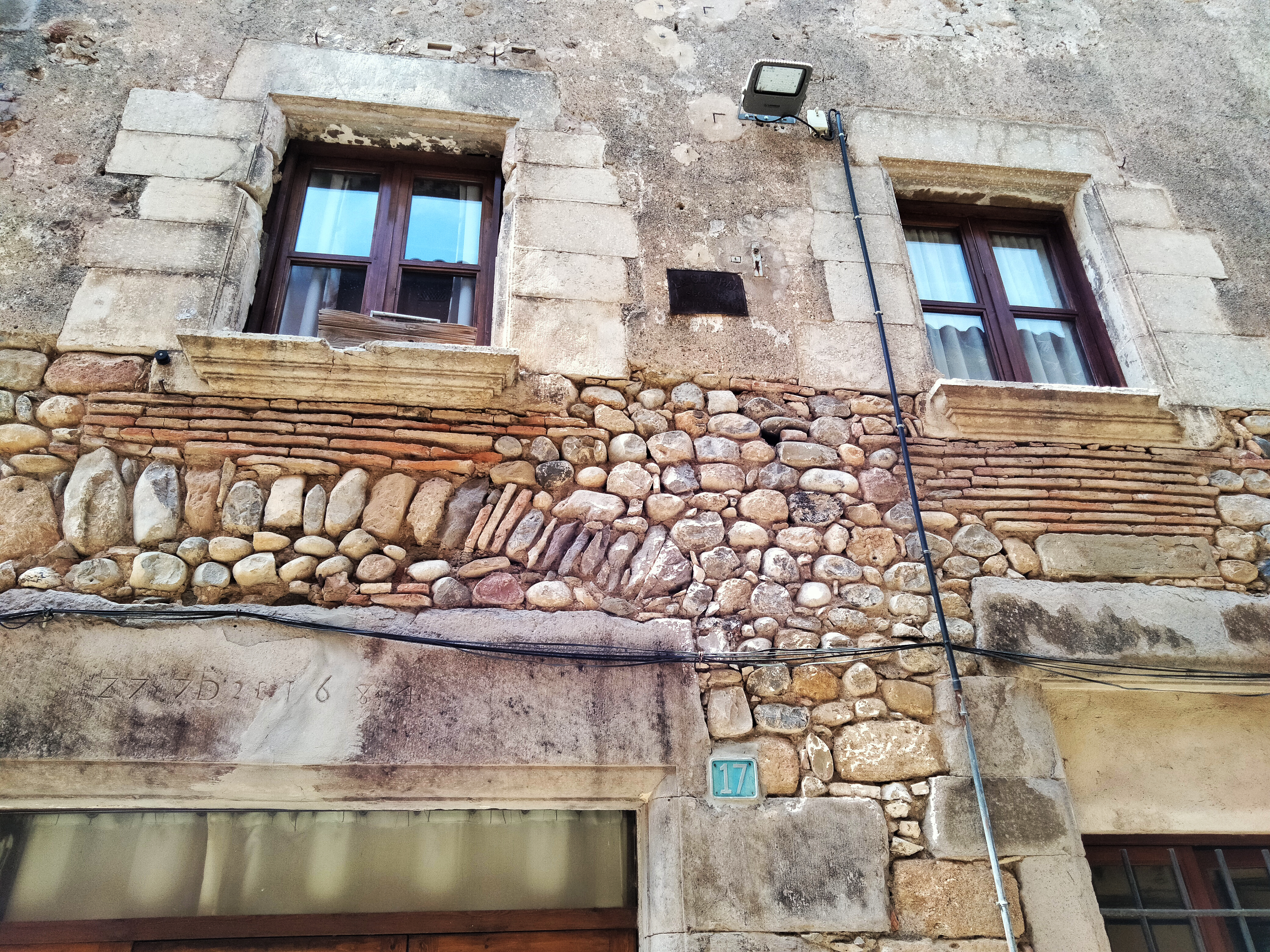
Llinda datada i finestres

Edifici entre mitgeres de planta rectangular, amb la coberta de teula de dues vessants i distribuït en planta baixa, dos pisos i golfes. Totes les obertures de l'edifici són rectangulars excepte les tres finestres obertes d'arc de mig punt de les golfes, bastides amb maons. La façana principal presenta el portal d'accés a l'interior situat a la banda sud del parament. Presenta els brancals bastits amb carreus de pedra ben escairats i la llinda monolítica plana reformada, gravada amb la inscripció “Z7 7D 2(·) 1684”. Al costat, una finestra actualment empetitida bastida amb carreus, llinda plana i ampit motllurat, i una petita porta rectangular de maons, probablement oberta posteriorment. Als pisos hi ha la mateixa tipologia de finestres, tot i que les de la primera planta presenten refeccions en maó, i les del segon pis són de mida més petita.
El parament de la planta baixa deixa vista l'obra, bastida amb còdols de pedra disposats en filades força regulars. La resta de la façana està arrebossada.